# Dufourea dysis
Dufourea dysis is een vliesvleugelig insect uit de familie Halictidae. De wetenschappelijke naam van de soort is voor het eerst geldig gepubliceerd in 1993 door Ebmer.